# Янчо Костов
Янчо Костов Янчев е български комунистически партизанин, офицер (генерал-майор), началник на военна академия.

## Биография
Роден е на 21 септември 1912 г. в хасковското село Стамболийски в семейството на основател на БЗНС в Хасковско. Член на БКМС (1928) и на БКП (1931). От 1928 до 1931 г. учи в Хасковската гимназия, но е изключен за комунистическа дейност. През 1931 г. започва да учи във Втора мъжка гимназия в София. От 1932 до 1933 г. е член на ОК на БКМС в Шумен. През април 1932 г. отново е в Хасковската гимназия. През май 1933 г. Окръжния комитет на РМС е разкрит и Янчо Костов е арестуван и осъден на 8,5 години затвор. Лежи в затворите в Хасково, Стара Загора и Сливен до юни 1940 г. От юни 1940 до август 1941 г. работи на гара Раковски (днес част от Димитровград), където е отговорника за района.
В периода август 1941 – септември 1943 г. е интерниран в лагерите в Ивайловград и лагера Кръстополе.
Включва се в Съпротивителното движение по време на Втората световна война. От ноември 1943 г. е член на ОК на БКП в Хасково, като в същото време е безработен. През март 1944 г. преминава в нелегалност и е партизанин в Хасковския партизански отряд „Асен Златаров“. Политически комисар на отряда и на Седма Хасковска въстаническа оперативна зона.
Служи в Българската народна армия (1944 – 1958). Участва във войната срещу Нацистка Германия. От 22 септември 1944 е помощник-командир на Втори армейски артилерийски полк. Награждаван е с орден „За храброст“, IV степен, 2 клас. Между 1945 и 1946 г. е инструктор по политическата просвета в щаба на втора армия, а след това и заместник-командир по политическата част на десета стрелкова дивизия. От 1946 до 1947 г. е заместник-началник по политическата част на Народната школа за запасни офицери „Христо Ботев“. От 1947 до 1948 г. е заместник-командир по политическата част на трета армия. Между 1948 и 1949 г. е началник на организационния отдел при политическото управление на войската. Заместник-началник на Политическото управление на войската (1949 – 1950), началник на политически отдел на първа армия. През 1951 г. завършва висш академичен курс. От юни 1951 г. е началник на Военнополитическата академия.. Завършва Военно-политическата академия „Ленин“ в СССР. Първи заместник-началник на Главното политическо управление на Българската народна армия. Военно звание генерал-майор от запаса (1969).
Заедно с генерал-лейтенант Йонко Панов и генерал-лейтенант Борис Копчев се противопоставя на работата на ДС, целите и методите при създаването на ТКЗС (1956). Снет е от всички постове и понижен в звание полковник. От 1972 г. е председател на Благоевския РК на Борците против фашизма и капитализма. С указ № 2495 от 20 септември 1982 г. е обявен за герой на социалистическия труд на България. Награждаван е с ордените „Народна свобода 1941 – 1944 г.“, „Червено знаме“, „Народна република България“ – I ст. След политическите промени от 1989 година е реабилитиран, върнато му е генералското звание и всички отнети ордени и медали.